# Musée de la Douane et des Frontières
Le Musée de la Douane et des Frontières est situé à Hestrud.